# Cryphaea rutenbergii
Cryphaea rutenbergii är en bladmossart som beskrevs av C. Müller in Geheeb 1881. Cryphaea rutenbergii ingår i släktet Cryphaea och familjen Cryphaeaceae. Inga underarter finns listade i Catalogue of Life.